# 자오즈웨이
자오즈웨이(중국어 간체자: 赵志伟, 정체자: 趙志偉, 병음: Zhào Zhì Wěi, 한자음: 조지위, 1994년 8월 8일 ~ )는 중국의 가수이자 배우이다. 음악 그룹 SpeXial에서는 서브 보컬을 맡고 있다. 최근에는 아지희환니(我只喜欢你)라는 드라마에서 자오관차오(赵观潮) 역을 맡으면서 이름을 알리게 되었다. 그 외 대표작으로는 최친애적니(最亲爱的你), 택천기(择天记), 위람50미(蔚蓝50米) 등이 있다.

## 프로필
생년월일: 1994년 8월 8일
출생지: 중국 간쑤성 란저우시
학력: 상하이 음악대학

### 수상경력
- 2014 화동6성 무용 콩쿠르 은상
- 2014 서울국제무용콩쿠르 현대무용 3등상 '나와 나'
- 2014 연꽃배 전국무용콩쿠르 10개 작품상
- 2013년 피치컵 금상 '그 방토만을 그리워하다'
- 2013 흥업배 댄스 경연대회 3등상과 창작 1등상 '나와 나'
- 2013 흥업배 댄스 퍼포먼스 2등상 '불면의 밤'
- 2013 화동 6성 무용 콩쿠르 은상
- 2013 전국무용콩쿠르 3등상